# Melese leucostigma
Melese leucostigma là một loài bướm đêm thuộc phân họ Arctiinae, họ Erebidae.